# CrushFTP Server
CrushFTP là một chương trình máy chủ truyền tải file đa nền tảng, đa giao thức, có sở hữu, được phát triển kể từ năm 1999. CrushFTP là một phần mềm shareware với nhiều mức giá khác nhau. Nó được tạo ra nhằm vào đối tượng người dùng tại nhà cho đến các doanh nghiệp.

## Các tính năng
CrushFTP hỗ trợ các giao thức FTP, FTPS, SFTP, HTTP, HTTPS, WebDAV và WebDAV SSL. Ngoài ra, mặc dù không phải là một giao thức, nó cũng hỗ trợ các giao diện web AJAX/HTML5 và Java applet cho người dùng đầu cuối để quản lý tập tin của họ từ một trình duyệt. CrushFTP sử dụng một giao diện người dùng đồ họa phục vụ cho việc quản trị, nhưng cũng cài đặt như một daemon trên hệ điều hành Mac OS X, Linux, Unix, và như một dịch vụ trong Windows. Nó hỗ trợ multihoming, nhiều trang web với nhãn hiệu khác biệt, các thay đổi cấu hình nóng, ngăn chặn OutLook Attachment, và quản lý người dùng và nhóm người dùng với giao diện đồ họa trực quan. Các Plugin được đi kèm để xác thực các cơ sở dữ liệu SQL, LDAP, Active Directory, và các phương pháp tùy chỉnh khác. Tất cả các cài đặt được lưu lại trong các file XML mà có thể chỉnh sửa trực tiếp, hoặc thông qua giao diện web, Nếu chỉnh sửa trực tiếp, CrushFTP sẽ thông báo các thay đổi trong timestamp và tải các cài đặt tức thì mà không cần khởi động máy chủ.

## Lịch sử của CrushFTP
CrushFTP được phát hành lần đầu tiên khoảng năm 1998. Các phiên bản ban đầu chỉ có một mình FTP. Không có hạn chế kết nối nào trong phiên bản 1.x.
CrushFTP 2.x tạo ra các thư mục ảo trong một nghĩa nào đó, trong khi đó CrushFTP 3.x  mang đến một hệ thống tập tin ảo đầy đủ.
Nó hỗ trợ khả năng kết hợp và chia nhỏ nhiều hệ thống tập tin với nhau bất kể chúng từ các thư mục địa phương nào, hoặc một trang web FTP nào. Nó thậm chí có thể hoạt động như một proxy cho các máy chủ FTP khác. Tuy nhiên những rắc rối từ tất cả những vấn đề tiềm năng xuất phát từ điều này lại gây khó hiểu. CrushFTP 3 đã giới thiệu mô hình định giá theo từng cấp. CrushFTP 4 tập trung chủ yếu vào một giao diện sáng sủa và hệ thống tập tin ảo ít gây nhầm lẫn.
Trong khi nó dường như vẫn có một số hỗ trợ cho việc sáp nhập các trang FTP với một hệ thống tập tin địa phương, sự hỗ trợ này có vẻ như có giới hạn.Các cập nhật trong phiên bản 4 bao gồm một máy chủ HTTP đầy đủ cũng như các giao thức hỗ trợ khác.Cập nhật sau đó bắt đầu nhận ra sự khác biệt kết nối giữa các trình duyệt web và các máy khách FTP/SFTP, trong bốn kết nối trình duyệt web thì chỉ có một người dùng chống lại giới hạn cấp phép.
 CrushFTP 5 tiếp tục sự tiến hóa của giao diện web với nhiều lặp khác nhau.
Nó sử dụng một  giao diện flash rút ngắn trước khi thay thế nó bằng một giao diện HTML/AJAX.
CrushFTPv5 là phiên bản cuối cùng vẫn còn sử dụng một giao diện máy khách Java Swing dày. Phiên bản 6 chuyển đến một giao diện người dùng cho tất cả các trình duyệt web. CrushFTP 6 phát hành vào năm 2012 mang lại những thay đổi lớn như giao diện quản lý và giám sát hoàn toàn dựa trên nền web.
Giao diện của nó dựa trên jQuery và jQueryUI. Nhiều quản trị viên có thể làm việc đồng thời, sửa chữa các giới hạn quản trị đơn lẻ của các phiên bản trước.
Nó hỗ trợ ảnh thumbnail  và tái tạo sao và đồng bộ tập tin. CrushFTP 7 được phát hành vào đầu năm 2014.
Theo trang mới  nó bổ sung thêm một bảng điều khiển cho thông tin máy chủ, quản trị dựa trên vai trò ủy quyền, công việc đồ họa/thiết kế sự kiện, hỗ trợ phim MP4 streaming sử dụng HTML5, UPnP / PMP port forwarding và kiểm tra xác nhận cổng ngoại vi tự động, trong số rất nhiều các tính năng khác.
Một số tính năng chỉ có sẵn chỉ hỗ trợ cho khách hàng doanh nghiệp như đồng bộ hóa người dùng và đồng bộ hóa DMZ giữa các máy chủ nội bộ.

## Các tính năng
- Tính năng DMZ để tách giao diện máy chủ bên trong và giao diện máy chủ bên ngoài.
- Khả năng sẵn sàng cao, tái sử dụng phiên bản và các chức năng VIP.
- Các hành động dựa trên sự kiên để kích hoạt email.
- Lên lịch công việc, thiết kế lưu đồ trực quan, quản lý và di chuyển các tập tin qua các giao thức
- Cho phép giao diện Web upload và download nén
- Tạo ảnh thumbnail hỗ trợ giao diện web để xem trước hình ảnh trực tiếp [11]
- Đi sâu vào các thư mục trên giao diện web, xóa, hoặc đổi tên.
- Tuỳ chỉnh các báo cáo sử dụng mà có thể được chạy theo yêu cầu, hoặc theo lịch trình.
- Giao diện người dùng trực quan thời gian thực cho việc giám sát người dùng nào đang hoạt động, và các hoạt động của họ.
- Máy chủ Web hỗ trợ phía máy chủ, các thành phần ảo.
- Tích hợp SQL để lưu trữ người dùng và cho phép trong bảng cơ sở dữ liệu SQL.
- Tích hợp xác thực LDAP.
- Khả năng khởi động kịch bản shell tùy chỉnh thông qua các đối số.
- Bảo vệ DDOS
- Ghi nhận thủ tục chi tiết và hỗ trợ lẫn nhau.
- Tuỳ chỉnh các hình thức upload web để thu thập thêm thông tin với tập tin tải lên.
- Bộ hạn chế băng thông.
- Thu thập số liệu thống kê nội bộ.
- Người dùng và nhóm thừa kế trên một thiết lập cho mỗi cấp độ.
- Thời gian đăng nhập Max, thời gian nghỉ.
- Tốc độ tải lên cực đại và tải về tối thiểu.
- Hạn ngạch và tỷ lệ.
- Max lượng tải về cho mỗi phiên, ngày, hoặc tháng.
- Hết hạn tài khoản tự động.
- Giới hạn dãy IP cho kết nối.
- Các sự kiện tùy chỉnh bao gồm cả chạy một plugin hoặc gửi một email.
- Địa phương hóa sang nhiều ngôn ngữ.
- Hỗ trợ bảng mã hóa khác nhau bao gồm UTF - 8.
- Có thể thực hiện Virtual System File (VFS) liên kết để hợp nhất một số hệ thống tập tin với nhau thành một.
- Hỗ trợ MODE Z cho FTP để truyền tải file nén.

## Plugin
- CrushLDAPGroup xác thực lại một máy chủ LDAP, bao gồm Thư mục hiện hành.
- CrushTask có một danh sách dài các nhiệm vụ mà nó có thể thực hiện.

AS2, Copy, Xóa, Email, Thực thi, Tìm kiếm, Nhảy, HTTP, MakeDirectory, Move, PGP, PopImap, Xem trước, đổi tên, SQL, Unzip, Chờ đợi, WriteFile, Zip và một tác vụ tùy biến không xác định.
- MagicDirectory cho phép tạo ra người dùng bằng cách tạo ra một thư mục.

Nhân viên không phải là quản trị viên có thể tạo ra người dùng một cách dễ dàng.

## Phát triển
Sản phẩm liên tục được phát hành từ năm 1999, sự phát triển đã cho thấy sự cải thiện liên tục trong sản phẩm.

## Tùy chọn xác thực
- Cơ sở dữ liệu người dùng đi kèm bao gồm các tập tin XML mô tả cho người sử dụng và truy cập hệ thống tập tin ảo.
- Thư mục hiện hành
- LDAP
- Bảng SQL
- Xác thực HTTP cơ bảnAuthentication
- Xác thực dựa trên hình thức HTTP

## Bảo mật
Mã hóa được hỗ trợ cho các tập tin "nghỉ" sử dụng [ [ Pretty Good Privacy | PGP ] ], cũng như cho các mật khẩu sử dụng một máy băm MD5 hoặc SHA, SHA512, MD4 không thể đảo ngược.
SFTP sử dụng SSH cho mã hóa, và FTPS sử dụng SSL/TLS để mã hóa. các thuật toán băm SHA - 2 được hỗ trợ.
Hiện đã có một lỗ hổng được công bố duy nhất trong CrushFTP 2.1.4 vào năm 2001.